# Saint-Romans-des-Champs
 Saint-Romans-des-Champs  es una población y comuna francesa, en la región de Poitou-Charentes, departamento de Deux-Sèvres, en el distrito de Niort y cantón de Prahecq.

## Demografía
| 229 | 215 | 186 | 161 | 163 | 169 |
| Para los censos de 1962 a 1999 la población legal corresponde a la población sin duplicidades (Fuente: INSEE [Consultar]) |     |     |     |     |     |